# Bahnhof Tiengen (Hochrhein)
Der Bahnhof Tiengen (Hochrhein) ist nach dem Bahnhof Waldshut die zweitwichtigste Bahnstation der südbadischen Stadt Waldshut-Tiengen. Er liegt an der von Basel Badischer Bahnhof über Waldshut und Schaffhausen nach Konstanz führenden Hochrheinbahn.

## Lage

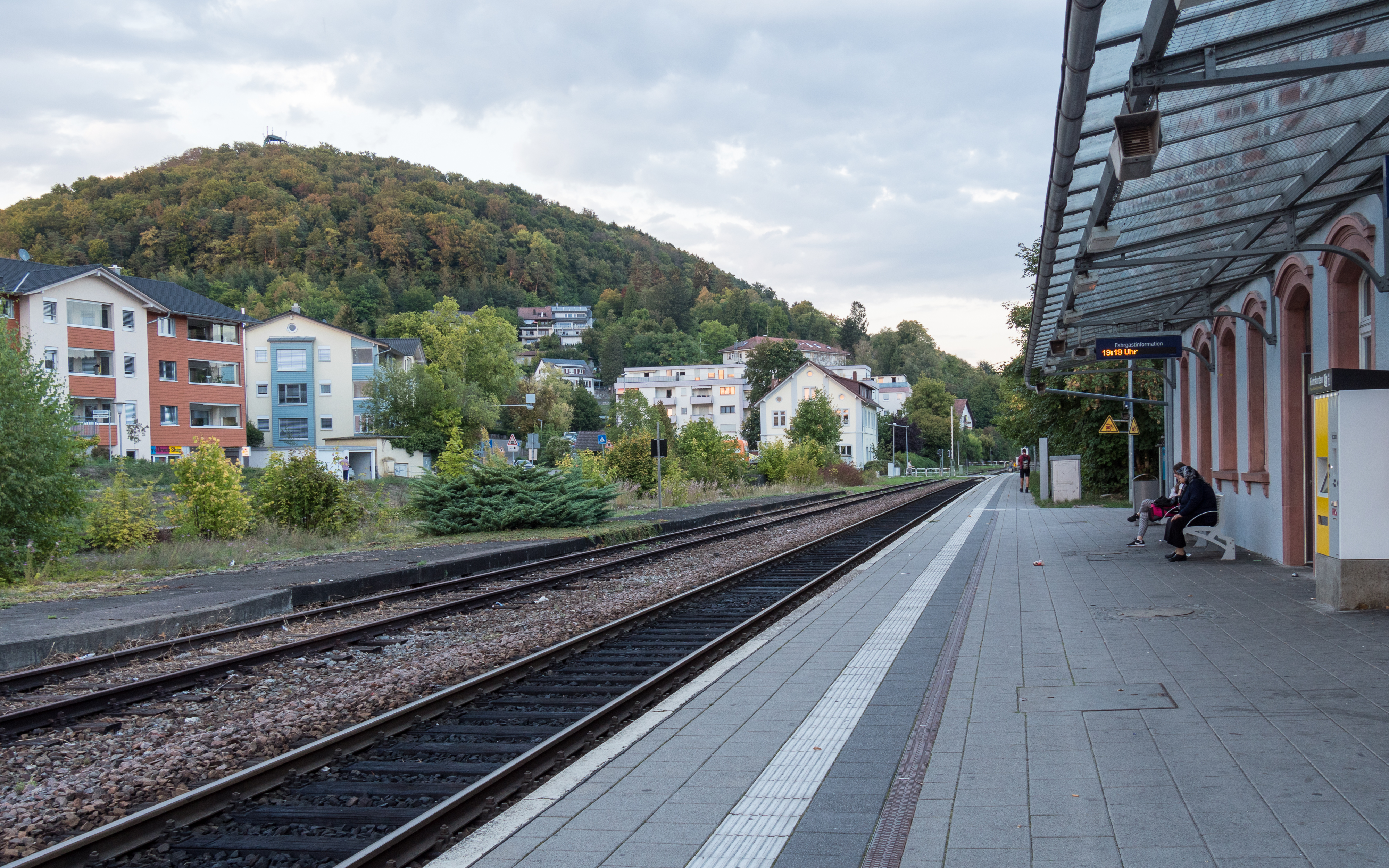
Blick vom Bahnhof Tiengen in Richtung Norden mit dem Vitibuck und dem Vitibuckturm

Der Bahnhof befindet unterhalb am Glockenberg zwischen dem Eingang zum Tal und am Fuß des Vitibuck ungefähr fünf Gehminuten von der Tiengener Altstadt entfernt. 

## Geschichte
Nachdem bereits am 4. Februar 1856 der Streckenabschnitt von Basel Bad Bf nach Bad Säckingen und am 30. Oktober 1856 der zweite Streckenabschnitt bis nach Waldshut eröffnet wurde, stockte jedoch der Weiterbau in Richtung Schaffhausen. Erst am 15. Juni 1863, und damit rund 7 ½ Jahre später, konnte unter der Planung von Robert Gerwig die gesamte Bahnstrecke von Basel bis nach Konstanz befahren werden.
Gegen massiven Protest aus der Bevölkerung wurde zum 1. Januar 2005 der Fahrkartenschalter des Tiengener Bahnhofs geschlossen.

## Gleisanlagen
Der Bahnhof Tiengen hatte einst fünf Gleise, von denen drei einen Bahnsteig hatten. 2015 hat der Bahnhof, welcher mittlerweile zu einem Haltepunkt heruntergestuft wurde, nur noch ein Gleis am Hausbahnsteig. Das ehemalige Bahnsteiggleis 2 ist bis auf die abgebauten Weichen an den Bahnhofsenden noch erhalten, jedoch teilweise überwachsen und kann daher nicht mehr bedient werden. Die früheren Gleise 2 und 3 lagen an einem heute noch großteils vorhandenen Mittelbahnsteig, zu dem der Zugang nicht mehr möglich ist. Die ehemaligen Gleise 3–5 sind heute überwachsen und abgebaut. Sie bilden gemeinsam mit Gleis 2 und dem Mittelbahnsteig eine  Industriebrache. Hier bestand ehemals auch der Anschluss zur Gipsmühle Tiengen.
Der verbliebene Bahnsteig des Tiengener Bahnhofs wurde vor einigen Jahren barrierefrei ausgebaut, so dass er nun einen ebenerdigen Einstieg in die hier verkehrenden Regionalbahnen bietet. Die auf der Verbindung Basel–Ulm eingesetzten Fahrzeuge der DB-Baureihe 612 bieten jedoch keinen barrierefreien Einstieg in die Züge.
Im Westen des Haltepunktes gibt es ein Anschlussgleis des örtlichen Unterwerks.

## Empfangsgebäude
Das Empfangsgebäude des Tiengener Bahnhofs stand lange Zeit leer. Im Juli 2012 kauften es die Stadtwerke Waldshut-Tiengen der DB Services Immobilien GmbH ab und renovierten es. Seitdem befinden sich im Bahnhofsgebäude das Kundenzentrum der Stadtwerke, eine Steuerberatungsgesellschaft und eine Bahnhofsgaststätte.

## Betrieb

### Bahnverkehr
Der Bahnhof Tiengen ist heute (2021) Halt von Regional-Express-Zügen der Linie RE 3 mit dem Laufweg Basel Bad Bf–Singen (Hohentwiel) und Basel Bad Bf–Ulm Hbf sowie einer stündlich verkehrenden Regionalbahn RB 30 zwischen Basel Bad Bf, Waldshut und Lauchringen.
Von Anfang Mai bis Ende Oktober jeden Jahres sowie ganzjährig im Schülerverkehr ist der Bahnhof Tiengen darüber hinaus auch Halt einzelner Züge der Linie RB 37, welche im Bahnhof Lauchringen auf die touristisch bedeutsame Wutachtalbahn abzweigen und auf dieser bis nach Weizen fahren.
| Zuggattung | Strecke | Taktfrequenz                                             |
| ---------- | --- | -------------------------------------------------------- |
| RE 3       | Basel Bad Bf – Rheinfelden (Baden) – Bad Säckingen – Waldshut – Tiengen (Hochrhein) – Schaffhausen – Singen (Hohentwiel) (– Ulm Hbf) | 60-Minuten-Takt (bis Singen), 120-Minuten-Takt (bis Ulm) |
| RB 30      | Basel Bad Bf – Rheinfelden (Baden) – Bad Säckingen – Laufenburg (Baden) – Waldshut – Tiengen (Hochrhein) – Lauchringen               | 60-Minuten-Takt                                          |
| RB 37      | Waldshut – Tiengen (Hochrhein) – Lauchringen West – Eggingen – Stühlingen – Weizen                                                   | einzelne Züge                                            |

### Busverkehr
Die SBG Südbadenbus GmbH betreibt das Busverkehrsnetz in und um Tiengen.

### Tarife
Die Stadt gehört dem Waldshuter Tarifverbund (WTV) an. In Richtung Basel existieren Übergangstarife zu den Verkehrsverbünden RVF und RVL.